# 岡本呻也
岡本 呻也（おかもと しんや、本名：伸也、1965年3月8日 - 2016年3月3日）は、日本の雑誌編集者、ライター。経済、歴史、仏教などを題材として手がける。

## 来歴
愛媛県生まれ。早稲田大学卒業後、1987年プレジデント社に入社し、1993年から1997年まで月刊誌『プレジデント』を担当。『フィナンシャルジャパン』の編集長を務めるも辞任。「人間力ラボ」を設立。
ネット上では、同郷の元巡査部長・仙波敏郎についての言及も多い。彼の半生をテーマにした『正義の人』というシナリオ形式の文芸作品もネット上に発表した。「単なる手抜き」と謙遜しながらも、シナリオ形式の「余分な心理描写をしなくてよい」という文体上の利点に注目している。
東北大学大学院法学研究科客員教授(2010年)。国立長寿医療研究センター研究所客員研究員(2008年〜)。
2016年3月、脳内出血のため死去。50歳。

## 主な著作
- 「超」人間力 (2007年) ISBN 9784569694443
- 人間力のプロになる (2004年) ISBN 4408395501
- 慮る力 (2001年) ISBN 9784569694443
- ネット企業～あのバカにやらせてみよう (2000年) ISBN 4163566503